# Akihiro Sato
Akihiro Sato (佐藤 晃大 Sato Akihiro?, nacido el 22 de octubre de 1986 en Kanagawa) es un futbolista japonés que se desempeña como delantero.

## Trayectoria

### Clubes
| Club             | País  | Año         |
| ---------------- | ----- | ----------- |
| Tokushima Vortis | Japón | 2009 - 2011 |
| Gamba Osaka      | Japón | 2012 - 2014 |
| Tokushima Vortis | Japón | 2015 -      |

## Estadística de carrera

### J. League
| Club             | Año   | J. League | J. League | Copa J. League | Copa J. League | Total | Total |
| Club             | Año   | Part.     | Goles     | Part.          | Goles          | Part. | Goles |
| ---------------- | ----- | --------- | --------- | -------------- | -------------- | ----- | ----- |
| Tokushima Vortis | 2009  | 17        | 4         | -              | -              | 17    | 4     |
| Tokushima Vortis | 2010  | 26        | 5         | -              | -              | 26    | 5     |
| Tokushima Vortis | 2011  | 36        | 9         | -              | -              | 36    | 9     |
| Gamba Osaka      | 2012  | 26        | 11        | 2              | 1              | 28    | 12    |
| Gamba Osaka      | 2013  | 5         | 1         | -              | -              | 5     | 1     |
| Gamba Osaka      | 2014  | 23        | 2         | 8              | 1              | 31    | 3     |
| Tokushima Vortis | 2015  | 26        | 4         | -              | -              | 26    | 4     |
| Tokushima Vortis | 2016  | 33        | 4         | -              | -              | 33    | 4     |
| Tokushima Vortis | 2017  | 10        | 0         | -              | -              | 10    | 0     |
| Total            | Total | 202       | 40        | 10             | 2              | 212   | 42    |